# Yaoghin (Komtoèga)
Pour les articles homonymes, voir Yaoghin.
Yaoghin est une localité située dans le département de Komtoèga de la province du Boulgou dans la région Centre-Est au Burkina Faso.

## Santé et éducation
Le centre de soins le plus proche de Yaoghin est le centre de santé et de promotion sociale (CSPS) de Komtoèga tandis que le centre médical avec antenne chirurgicale (CMA) se trouve à Garango.